# Тлусторемби
Тлусторемби (пол. Tłustoręby, нім. Kirchberg) — село в Польщі, у гміні Немодлін Опольського повіту Опольського воєводства.
Населення — 143 особи (2011).

## Демографія
Демографічна структура станом на 31 березня 2011 року:
|          | Загалом | Допрацездатний вік | Працездатний вік | Постпрацездатний вік |
| -------- | ------- | ------------------ | ---------------- | -------------------- |
| Чоловіки | 67      | 9                  | 52               | 6                    |
| Жінки    | 76      | 16                 | 41               | 19                   |
| Разом    | 143     | 25                 | 93               | 25                   |